# 145 (nombre)
Cet article concerne le nombre 145. Pour l'année, voir 145.
145 (cent quarante-cinq) est l'entier naturel qui suit 144 et qui précède 146.

## En mathématiques
Cent quarante-cinq est :
- Un nombre pseudo-premier.
- En donnant 145, la fonction de Mertens retourne 0.
- Un nombre pentagonal.
- Un nombre carré centré.
- Un factorion : {\displaystyle 145=1!+4!+5!\,}. En base dix, les seuls autres nombres qui ont la propriété d'être la somme des factorielles de leurs chiffres sont 1, 2 et 40585.
- Le quatrième nombre qui est la somme de deux paires différentes de carrés : {\displaystyle 145=12^{2}+1^{2}=8^{2}+9^{2}\,}.

## Dans d'autres domaines
Cent quarante-cinq est aussi :
- Années historiques : -145, 145
- Ligne 145 (chemin de fer slovaque)